# Khaos Williams
Kalinn "Khaos" Fidell Williams (Jackson, Míchigan, Estados Unidos, 30 de marzo de 1994) es un artista marcial mixto estadounidense que compite en la división de peso wélter de Ultimate Fighting Championship.

## Primeros años
Tuvo su primer contacto con los nocauts en 2008, cuando derribó a otro adolescente en una pelea callejera y se dio la mano después.
En julio de 2013 se convirtió en el primer graduado de un programa cooperativo de educación en línea entre la Oficina del Sheriff del Condado de Jackson y las Escuelas Públicas de Jackson. Obtuvo un diploma de bachillerato a través de un programa en línea mientras estaba encarcelado en la cárcel del condado de Jackson tras ser condenado por vender cocaína. Ha tenido un historial de libertad condicional intachable y ha realizado todos sus servicios comunitarios requeridos.
Comenzó a entrenar en septiembre de 2013 y tuvo su primera pelea tres meses después. Su interés por las MMA comenzó porque alguien le vio pelear y le dijo que lo tenía. Así que después, encontró un gimnasio de jiu-jitsu brasileño y simplemente se enamoró después de su primer combate. Empezó a entrenar con Leo Aponte, su antiguo profesor del instituto Jackson y actual entrenador de artes marciales mixtas.

## Carrera en las artes marciales mixtas

### Inicios
Comenzando su carrera en 2017, luchó para una variedad de promociones regionales de Míchigan, incluyendo los eventos de King of the Cage celebrados allí. Obtuvo un récord de 9-1 en este tiempo, más notablemente ganando el Campeonato de Súper Peso Ligero de Total Warrior Combat contra Tony Hervey.

### Ultimate Fighting Championship
Debutó en la UFC contra Alex Morono el 8 de febrero de 2020 en UFC 247. Ganó el combate por KO en el primer asalto. Esta victoria le valió el premio a la Actuación de la Noche.
Se enfrentó a Abdul Razak Alhassan el 14 de noviembre de 2020 en UFC Fight Night: Felder vs. dos Anjos. Ganó el combate por KO en el primer asslto. Esta victoria le valió el premio a la Actuación de la Noche.
Se enfrentó a Michel Pereira el 19 de diciembre de 2020 en UFC Fight Night: Thompson vs. Neal. Perdió el combate por decisión unánime.
Se enfrentó a Matthew Semelsberger el 19 de junio de 2021 en UFC on ESPN: The Korean Zombie vs. Ige. Ganó el combate por decisión unánime.
Se enfrentó a Miguel Baeza el 13 de noviembre de 2021 en UFC Fight Night: Holloway vs. Rodríguez. Ganó el combate por TKO en el tercer asalto. Esta victoria le valió el premio a la Actuación de la Noche.
Se enfrentó a Randy Brown el 7 de mayo de 2022 en UFC 274. Perdió el combate por decisión dividida.
Williams enfrentó a Rolando Bedoya el 6 de mayo de 2023 en UFC 288. Ganó la pelea por decisión dividida.
Williams se enfrentó a Carlston Harris el 18 de mayo de 2024 en UFC Fight Night 241. Ganó la pelea por KO. Esta pelea lo hizo merecedor de otro premio a la Actuación de la Noche.

## Vida personal
Nació en Jackson, Míchigan, el 20 de marzo de 1994. Es el hijo biológico de Cynthia Rodgers de Jackson y el hijo adoptivo y sobrino biológico de Lillian Rodgers de Albion, Míchigan.
En 2007 le pusieron el apodo de Khaos. Creció en un barrio conflictivo y creaba constantemente el caos. Sus primeros compañeros de combate también le apodaron The Ox Fighter porque era fuerte como un buey.

## Campeonatos y logros

### Artes marciales mixtas
- Ultimate Fighting Championship
  - Actuación de la Noche (Cuatro veces) vs. Alex Morono, Abdul Razak Alhassan Miguel Baeza y Carlston Harris[11][13][20][27]
- Total Warrior Combat
  - Campeonato de TWC de Peso Superligero (165 libras)
- MMAjunkie.com
  - KO del mes de noviembre de 2020 vs. Abdul Razak Alhassan[29]

## Récord en artes marciales mixtas
| Resultado | Récord | Oponente             | Método                                     | Evento                                  | Fecha                    | Ronda | Tiempo | Localización           | Notas                                                                                        |
| --------- | ------ | -------------------- | ------------------------------------------ | --------------------------------------- | ------------------------ | ----- | ------ | ---------------------- | -------------------------------------------------------------------------------------------- |
| Victoria  | 15-3   | Carlston Harris      | KO (puñetazo)                              | UFC Fight Night: Barboza vs. Murphy     | 18 de mayo de 2024       | 1     | 1:30   | Las Vegas, Nevada      | Actuación de la Noche                                                                        |
| Victoria  | 14-3   | Rolando Bedoya       | Decisión (dividida)                        | UFC 288                                 | 3 de mayo de 2023        | 3     | 5:00   | Nueva Jersey           |                                                                                              |
| Derrota   | 13-3   | Randy Brown          | Decisión (dividida)                        | UFC 274                                 | 7 de mayo de 2022        | 3     | 5:00   | Phoenix, Arizona       |                                                                                              |
| Victoria  | 13-2   | Miguel Baeza         | TKO (puñetazos)                            | UFC Fight Night: Holloway vs. Rodríguez | 13 de noviembre de 2021  | 3     | 1:02   | Las Vegas, Nevada      | Actuación de la Noche.                                                                       |
| Victoria  | 12-2   | Matthew Semelsberger | Decisión (unánime)                         | UFC on ESPN: The Korean Zombie vs. Ige  | 19 de junio de 2021      | 3     | 5:00   | Las Vegas, Nevada      |                                                                                              |
| Derrota   | 11-2   | Michel Pereira       | Decisión (unánime)                         | UFC Fight Night: Thompson vs. Neal      | 19 de diciembre de 2020  | 3     | 5:00   | Las Vegas, Nevada      |                                                                                              |
| Victoria  | 11-1   | Abdul Razak Alhassan | KO (puñetazo)                              | UFC Fight Night: Felder vs. dos Anjos   | 14 de noviembre de 2020  | 1     | 0:30   | Las Vegas, Nevada      | Combate de peso acordado (172.5 libras); Alhassan no alcanzó el peso. Actuación de la Noche. |
| Victoria  | 10-1   | Alex Morono          | KO (puñetazos)                             | UFC 247                                 | 8 de febrero de 2020     | 1     | 0:27   | Houston, Texas         | Actuación de la Noche.                                                                       |
| Victoria  | 9-1    | Jeremie Holloway     | Decisión (unánime)                         | WXC 84: Warrior Wednesday 9             | 27 de noviembre de 2019  | 3     | 5:00   | Southgate, Míchigan    |                                                                                              |
| Victoria  | 8-1    | Bo Yan               | TKO (puñetazos)                            | Beijing Combat                          | 26 de octubre de 2019    | 1     | 0:24   | Pekín                  |                                                                                              |
| Victoria  | 7-1    | Ladarious Jackson    | Sumisión (estrangulamiento por guillotina) | WXC 82: Warrior Wednesday 7             | 25 de septiembre de 2019 | 1     | 4:59   | Southgate, Míchigan    |                                                                                              |
| Victoria  | 6-1    | Tony Hervey          | Decisión (unánime)                         | TWC: Brooks vs. Robinson                | 9 de marzo de 2019       | 3     | 5:00   | Lansing, Míchigan      | Ganó el Campeonato de Peso Superligero de TWC (165 libras).                                  |
| Victoria  | 5-1    | P.J. Cajigas         | Decisión (unánime)                         | TWC: Bennett vs. Shaw                   | 1 de diciembre de 2018   | 3     | 5:00   | Lansing, Míchigan      |                                                                                              |
| Victoria  | 4-1    | J.P. Saint Louis     | KO (puñetazo)                              | KOTC: Hard Knocks 3                     | 28 de julio de 2018      | 1     | 1:22   | Wyandotte, Míchigan    |                                                                                              |
| Derrota   | 3-1    | Dan Yates            | Decisión (unánime)                         | KnockOut Promotions 60                  | 24 de febrero de 2018    | 3     | 5:00   | Grand Rapids, Míchigan |                                                                                              |
| Victoria  | 3-0    | Erick Lora-Martinez  | Decisión (unánime)                         | KnockOut Promotions 59                  | 16 de diciembre de 2017  | 3     | 5:00   | Grand Rapids, Míchigan |                                                                                              |
| Victoria  | 2-0    | Carrese Archer       | TKO (puñetazos)                            | KOTC: Second Coming                     | 5 de agosto de 2017      | 2     | 2:05   | Wyandotte, Míchigan    |                                                                                              |
| Victoria  | 1-0    | Brandon Johnson      | TKO (puñetazos)                            | KOTC: Supremacy                         | 29 de abril de 2017      | 1     | 1:59   | Wyandotte, Míchigan    | Debut en el peso wélter.                                                                     |